# Festheart

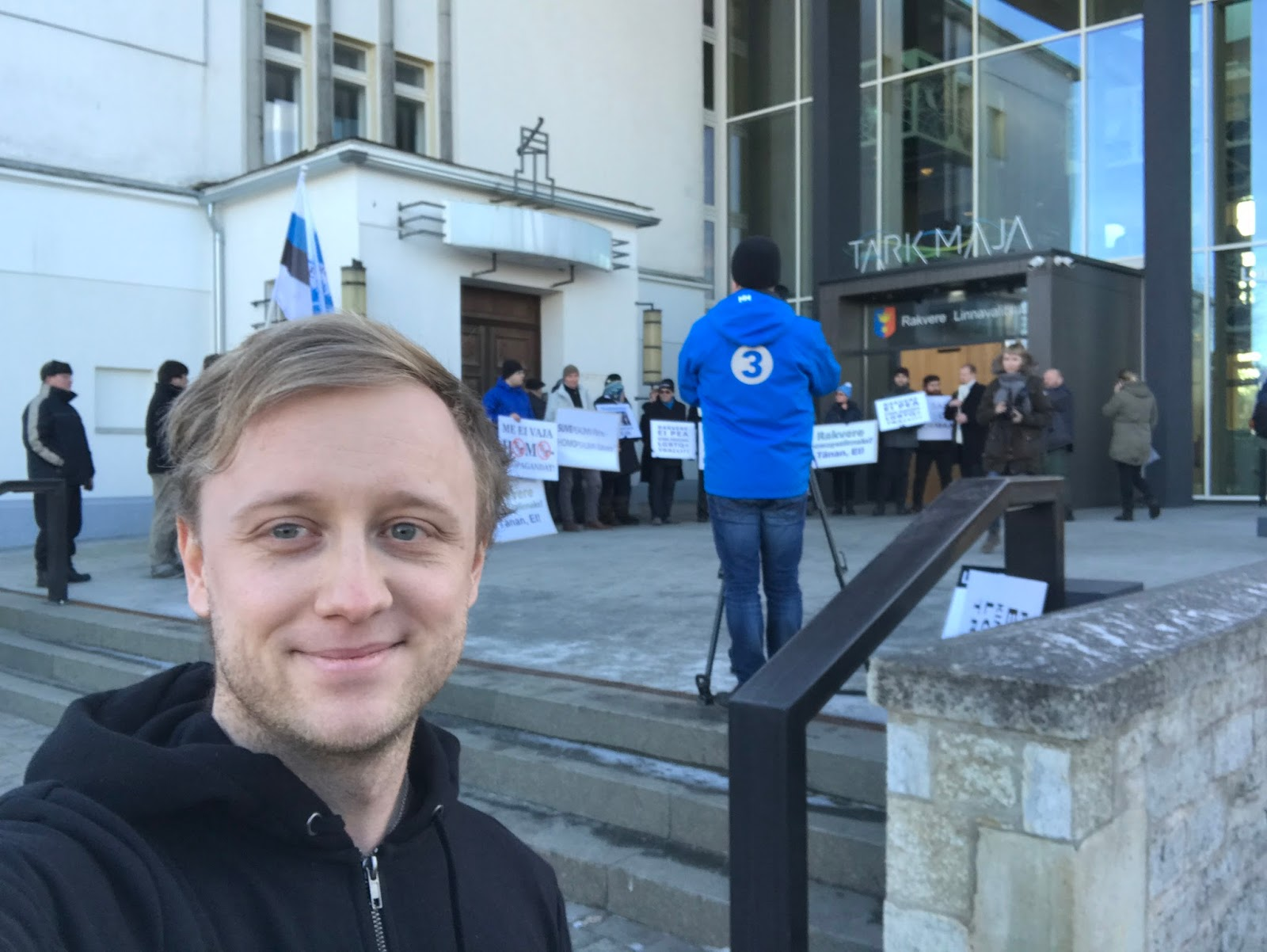
Головний організатор Festheart, Кейо Соомельт, на тлі демонстрації проти виділення коштів з державного бюджету на проведення фестивалю. Демонстрацію організовано EKRE 15 лютого 2017 року в міському уряді Раквере. Автор: Кейо Соомельт

Festheart — це ЛГБТ+ кінофестиваль, який проводиться в Раквере щороку з 2017. Це єдиний в Естонії та інших країнах Балтії періодичний культурно-масовий захід такого роду. Мета фестивалю – знайти спільну мову між різними групами суспільства. Організатори вважають, що «розумні дебати допоможуть підвищити толерантність і сприйняття». Головним організатором Festheart є Кейо Соомельт (ест. Keio Soomelt), автор ідеї фестивалю, художник Теет Суур (ест. Teet Suur) та програмна менеджерка Тійна Терас (ест. Tiina Teras). Організатором фестивалю є MTÜ Sevenbow.

## Програма

### 2017 рік
Першому Festheart передували чотири покази, які відбулися в Art Café в Раквере 24 квітня, 15 травня, 5 червня та 28 серпня. 6-8 жовтня на раквереському Театральному пагорбі відбувались основні заходи фестивалюв рамках програми з нагоди 100-річчя Естонської Республіки. На відкритті фестивалю зокрема виступили спікер Рійгікогу Ейкі Нестор та міністр культури Індрек Саар. Відкрив фестиваль Tom of Finland (фільм), знятий на 100-річчя незалежності Фінляндії. Головним гостем Festheart став американський режисер і актор Джеральд МакКалуш з фільмом «Тато». Всього було показано 14 естонських стрічок. У будинку Кінотеатру в Раквере демонструвалися фільми основної програми, а в Культурному центрі Раквере – фільми з додаткових програм. 
Основна програма
| Назва фільму           | Оригінальна назва     | Директор (и)           | Країна                                   | Рік      |
| ---------------------- | --------------------- | ---------------------- | ---------------------------------------- | -------- |
| Tom of Finland (фільм) | Tom of Finland        | Доме Карукоскі         | Фінляндія, Швеція, Данія, Німеччина, США | 2017 рік |
| Центр світу            | Die Mitte der Welt    | Якоб М. Ерва           | Німеччина, Австрія                       | 2016 рік |
| Я і він                | Io e lei              | Марія Соле Тоньяцці    | Італія                                   | 2015 рік |
| Тато                   | Daddy                 | Джеральд МакКалуш      | США                                      | 2015 рік |
| Щось має зламатися     | Nånting måste gå sder | Естер Мартін Бергсмарк | Швеція                                   | 2014 рік |
| Рара                   | Rara                  | Пепа Сан Мартін        | Чилі, Аргентина                          | 2016 рік |
| Літо Санґайли          | Sangailės vasara      | Аланте Кавайте         | Литва, Франція, Нідерланди               | 2015 рік |
| Благословенна земля    | God's Own Country     | Френсіс Лі             | Великобританія                           | 2017 рік |

На ЛГБТ-кінофестивалі відбулися три дискусії. У дискусії «Закон про спільне проживання – чи це крок до рівноправності подружжя?» (ест. Kooseluseadus – kas samm abieluvõrdsuse poole?) експерти порівняли поступ останніх років у Фінляндії та Естонії в галузі визнання прав сексуальних меншин на державному рівні. Дискусія «ЛГБТ-молодь у спільноті» (ест. LGBT noored kogukonnas) сконцентрувалась на долі 5 ЛГБТ+ молодих людей. Також мала місце дискусія «ЛГБТ+ і права людини в Росії» (ест. LGBT+ ja inimõigused Venemaal). У програмі Festheart також були вечірка «Vikerheart», виставка в галереї Раквере, моноспектакль Раквереської міської молодіжної виставкової трупи «Навчання суспільній поведінці» (ест. Seltskondliku läbikäimise õpetus) та фортепіанний концерт піаніста Кирила Ліссієнка.

### 2018 рік
Другому Festheart передували два покази, які відбулися 7 травня в Курессааре та 21 травня в Нарві. 5-8 жовтня на Театральному пагорбі Раквере відбувся другий Festheart. Відкрив фестиваль фільм «Дівчина», який отримав нагороду Queer Palm Branch на Каннському кінофестивалі. Було підготовано різноманітну та змістовну фестивальну програму, яка складалася з «цінних фільмів, у яких суперечності та прагнення бути людиною були трагічно та комічні, включаючи більш ліричний підхід та абсурди» (väärtfilmidest, kus inimeseks olemise vastuolusid ja pürgimusi vaeti traagilises ja koomilises võtmes, sekka lüürilisemat lähenemist ning absurdisugemeid).  Головною гостею Festheart стала канадська режисерка та правозахисниця Мішель Емсон, чиї два документальні фільми були показані в додатковій програмі фестивалю: «Трансгендерне життя в Словенії» (2016) та «Гордість України – надихніть світ на зміни», 2015).  Як і минулого року, у кінотеатрі Театр Раквере демонструвалися фільми з основної програми Фестхарт, а в Культурному центрі Раквере – фільми з додаткових програм. 
Основна програма
| Назва фільму                            | Оригінальна назва                | Директор (и)      | Країна                        | Рік      |
| --------------------------------------- | -------------------------------- | ----------------- | ----------------------------- | -------- |
| Дівчина                                 | Girl                             | Лукас Донт        | Бельгія, Голландія            | 2018 рік |
| Непослух                                | Disobedience                     | Себастьян Леліо   | США, Великобританія, Ірландія | 2017 рік |
| Маріо                                   | Mario                            | Марсель Гіслер    | Швейцарія                     | 2018 рік |
| Я випустив його                         | I let Her out                    | Рута Пакальне     | Естонія                       | 2018 рік |
| Венера                                  | Venus                            | Ейша Марджара     | Канада                        | 2017 рік |
| Насолоджуйтесь, любіть і бігайте швидко | Plaire, aimer et courir vite     | Крістоф Оноре     | Франція                       | 2018 рік |
| Sassis                                  | Pihalla                          | Нільс-Ерік Екблом | Фінляндія                     | 2017 рік |
| Казка                                   | Favola                           | Себастьяно Маурі  | Італія                        | 2017 рік |
| Зловживання Cameron Post                | The Miseducation of Cameron Post | Дезіре Ахаван     | США                           | 2018 рік |

У рамках Festheart 10-річчя Естонської ЛГБТ-асоціації було проведено дискусійний раунд «ЛГБТ + активізм в Естонії сьогодні, завтра» (LGBT+ aktivism Eestis elie, täna, homme). У програмі Festheart також були VikerHorror Picture Show. На заключному концерті виступили піаніст Кирило Ліссієнко та естонський ЛГБТ+ хор «Vikerlased». 

### 2019 рік

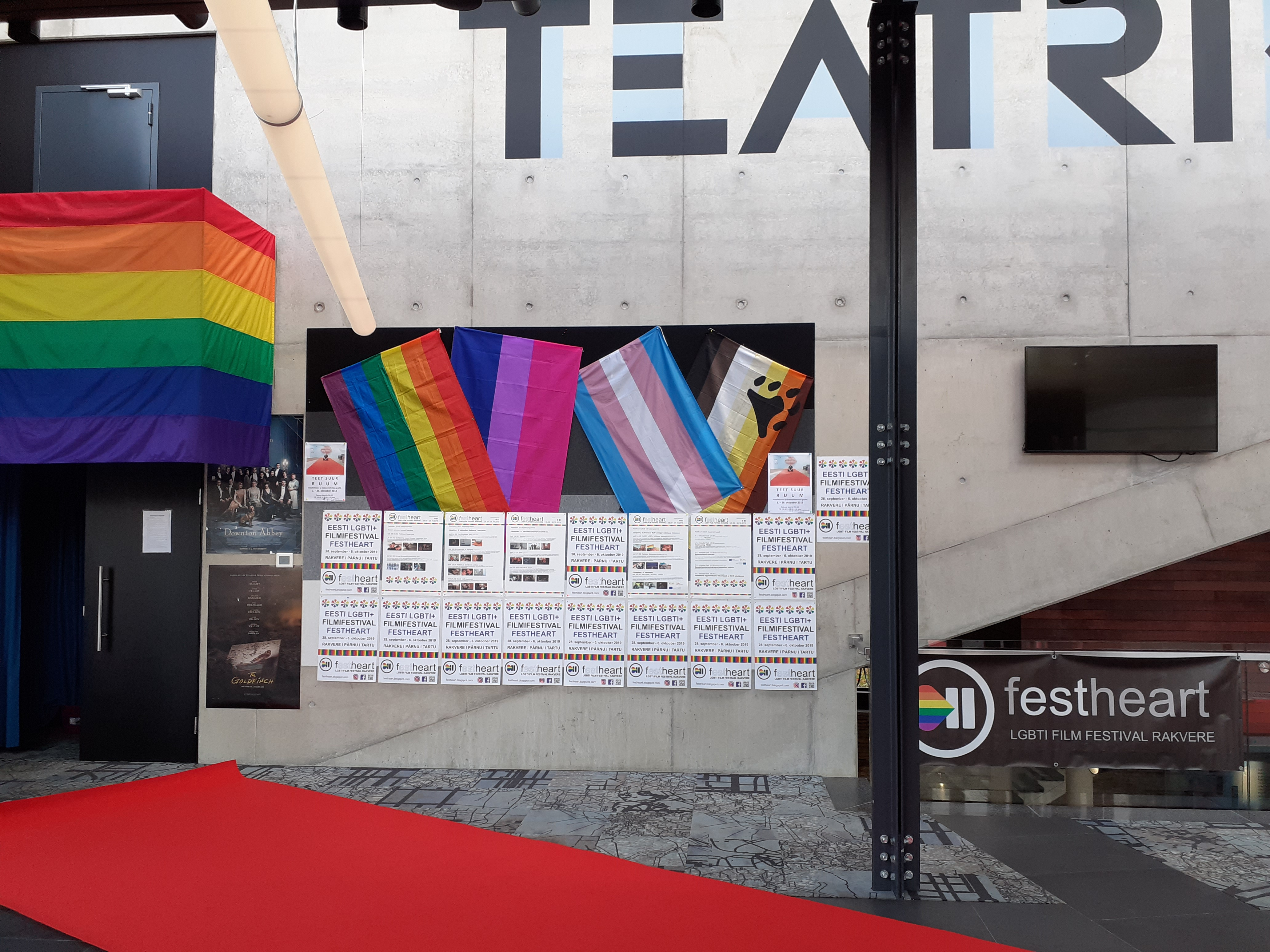
Кінотеатр Раквере під час третього Festheart

Третьому Festheart передували два покази, які відбулися 26 вересня в Пярну та 28 вересня в Тарту.
Відкриттям ЛГБТ+ кінофестивалю, що проходив 4-6 жовтня, став фільм грузинського режисера Левана Акана «А потім ми танцюємо», який був номінований на «Оскар» за найкращий міжнародний фільм у Швеції. Документальні фільми, представлені на фестиваль, були пов’язані з дискусіями. Фільм «Іскра: Історія боротьби ЛГБТ+» (Säde: LGBT+ võitluse ajalugu) розширив попередню розмову про минуле, сьогодення та майбутнє прайду. У фільмі «Притулок. До побачення, Іден!» (Varjupaik. Hüvasti, Eeden!) дискутувалось життя трансгендерного біженця. Після показу відбулася бесіда з ЛГБТ-біженцем в Естонії.
Основна програма
| Назва фільму          | Оригінальна назва         | Директор (и)                  | Країна                  | Рік      |
| --------------------- | ------------------------- | ----------------------------- | ----------------------- | -------- |
| А потім ми танцювали  | And Then We Danced        | Леван Акін                    | Грузія, Швеція, Франція | 2019 рік |
| Яскраві креветки      | Les Crevettes Pailletées  | Седрік Ле Галло, Максим Говар | Франція                 | 2019 рік |
| Дзен на тонкому льоду | Zen sul ghiacchio sottile | Маргарита Феррі               | Італія                  | 2018 рік |
| Матіас і Максим       | Matthias & Maxime         | Ксав'є Долан                  | Канада                  | 2019 рік |
| Дикі ночі з Емілі     | Wild Nights with Emily    | Мадлен Олнек                  | США                     | 2018 рік |
| Блондинка             | Un rubio                  | Марко Бергер                  | Аргентина               | 2019 рік |
| Сховатися             | Tucked                    | Джеймі Паттерсон              | Великобританія          | 2018 рік |
| Ніна                  | Nina                      | Ольга Чайдас                  | Польща                  | 2018 рік |
| Видалений хлопчик     | Boy Erased                | Джоел Едгертон                | США, Австралія          | 2018 рік |

Третій «Festheart» також включав дискусію «Гордість». Під час дискусії ЛГБТ+-активісти з Естонії, Грузії та Латвії розповіли про те, як гордість допомагає відстоювати права людини, які були найбільші виклики та яку роль для себе вони бачать у майбутньому. У програмі фестивалю було відкриття виставки Теета Суура «Кімната» (Ruum) та анімаційний майстер-клас. На заключному концерті третього Festheart виступили Vikerlased та піаніст Кирило Ліссієнко. 

### 2020 рік
Основна програма
| Назва фільму                       | Оригінальна назва                   | Директор (и)     | Країна           | Рік      |
| ---------------------------------- | ----------------------------------- | ---------------- | ---------------- | -------- |
| Літо 85                            | Été 85                              | Франсуа Озон     | Франція, Бельгія | 2020 рік |
| 5 хвилин                           | 5 minute / 5 Minutes Too Late       | Ден Чісу         | Румунія          | 2019 рік |
| Цілком нормальна сім'я             | En helt almindelig familie          | Малу Рейман      | Данія            | 2020 рік |
| З нами все закінчилося             | Are We Lost Forever                 | Девід Фердмар    | Швеція           | 2020 рік |
| Принцеса дня                       | Päeva printsess                     | Маріанна Юріорг  | Естонія          | 2020 рік |
| Еллі та Еббі (і мертва тітка Еллі) | Ellie & Abbie (& Ellie’s Dead Aunt) | Моніка Занетті   | Австралія        | 2020 рік |
| Нас утрьох                         | Futur Drei / No Hard Feelings       | Фараз Шаріат     | Німеччина        | 2020 рік |
| пані                               | Madame                              | Стефан Рітхаузер | Швейцарія        | 2019 рік |
| Сук Сук                            | Suk Suk                             | Рей Юнг          | Гонконг, Китай   | 2019 рік |

## Відлуння
Festheart був номінований на Національний конкурс 2017 року «Спрут», організований Естонською асоціацією громадських будівель (Eesti Rahvamajade Ühing), а також на «Захів року в Ляене-Віру» (Lääne-Viru aasta tegu) Асоціації органів місцевого самоврядування муніципалітету Ляене-Віру та Вірумаа. Кейо Соомельт отримав визнання організацій «Тупілак», організації, яка об’єднує ЛГБТ-культурників у скандинавських країнах, за його видатний внесок у ЛГБТ-культуру. У своїй дисертації в Пярнуському коледжі Тартуського університету Елері Канг (Eleri Kang) досліджувала, як Festheart 2017 року вплинув на імідж Раквере. Вибір теми був мотивований діяльністю міської ради Раквере, а також заявою політиків Естонської консервативної народної партії (Eesti Konservatiivne Rahvaerakond) про те, що ЛГБТ-кінофестиваль  псує репутацію міста Раквере. Всього на онлайн-опитування відповіли 214 людей з усієї Естонії. Дослідження виявило, що Festheart мало позитивний, а не негативний вплив на імідж міста. При цьому автор зазначив, що обізнаність людей про фестиваль є відносно низькою. 
Другий Festheart у 2018 році пройшов у спокійнішій атмосфері, ніж перший. За словами Кейо Соомельта, головного організатора фестивалю, у Фестхарт вперше завітало більше місцевих жителів. Відвідуваність кінофестивалю також була вищою, ніж у 2017 році: кожен фільм основної програми подивилися 70-80 осіб. За словами Соомельта, це був дуже хороший результат, «враховуючи звичайну тут висококласну кіноаудиторію». 
Перший показ «Festheart» у 2019 році відбувся 26 вересня в Пярну в культурному клубі Tempel, де була показана біографія Емілі Дікінсон «Дикі ночі в компанії Емілі».  Одночасно з показом за дверима клубу відбулася зустріч, організована депутатами Пярнуської міської ради, які належать до EKRE. Близько двадцяти членів EKRE та воїнів Одіна прийшли прокоментувати та сфотографувати тих, хто прийшов подивитися фільм. Було також поставлене питання, чи має культурна установа, яка дозволила проведення ЛГБТ-заходу у своєму приміщенні, отримувати фінансову підтримку від місцевої влади    .

## Дискримінація з боку міста Раквере

### 2017 рік
Восени 2016 року MTÜ SevenBow, яке організовує Festheart, подав заявку на щорічний раунд підтримки культурних заходів у місті Раквере. Захід отримав найвищий результат від міської культурної комісії серед 37 претендентів. Якщо міська рада раніше приймала пакетне рішення про надання підтримки, то цього разу за кожну заявку голосували окремо. За підтримку фестивалю висловилися 7 членів ради, проти – 11. Усі інші заявники, крім MTÜ SevenBow, отримали підтримку від міста. Це був перший випадок в історії Раквере, коли рада не виділила кошти на культурний захід, який отримав найвищу оцінку Комітету з питань культури. Одним із аргументів для відмови у підтримці було те, що, на їхню думку, фестиваль не можна вважати культурною подією, оскільки фестиваль займається пропагандою.   
Рішення ради спричинило медійний скандал. Це різко розкритикував громадський активіст Урмо Кюбар : «Якщо заявка відповідає вимогам у всьому іншому, але залишається без грошей, оскільки особа чи суб’єкт заявника не є смаком особи, яка приймає рішення, то це дискримінація». Головний редактор Virumaa Teataja Аарне Мее звинуватив організаторів фестивалю в бажанні особливого ставлення: «Якщо, наприклад, клуб для людей похилого віку чи будь-який інший культурний захід не отримає підтримки, такою болючою реакції майже ніколи не буде». Однак, за словами Кюбари, це не прохання про особливе ставлення, а «обґрунтоване очікування рівного ставлення». 15 лютого 2017 року, коли міська рада Раквере вирішила надати підтримку культурним заходам, перед будівлею міської влади відбулася антифестивальна демонстрація, організована Консервативною народною партією Естонії, в якій взяло участь приблизно 30 протестувальників.
Після оголошення негативного рішення ради було оголошено благодійну акцію на підтримку фестивалю. За перший місяць було зібрано 2500 євро, що на 1000 євро більше, ніж ГО просила у міській раді. Окрім донорів, фестиваль підтримали Hasartmängumaksu Nõukogu, Eesti Kultuurkapital, Eesti Vabariik 100, посольства та місцеві підприємці. 

### 2018 рік
Восени 2017 року MTÜ SevenBow подала дві заявки на підтримку культурних заходів у Раквере. У порядку, встановленому міською радою, комітет культури розглянув заяву та оцінив дві заяви громадських організацій як такі, що заслуговують на максимальну суму. Рішення було передано до ради, яка зменшила суму підтримки в п'ять разів. Проте всі інші рішення Комітету з культури ухвалено на 100%. Естонський центр з прав людини та MTÜ SevenBow подали до суду на міську раду Раквере «за порушення Конституції Естонії, практики верховенства права та правил, встановлених самою радою». За даними Естонського центру з прав людини, це є попереджувальним прикладом того, «як державна влада втручається у свободу мистецтва та вираження поглядів, ґрунтуючись на своїх упередженнях і порушуючи Конституцію».  
31 травня Тартуський адміністративний суд визнав незаконним рішення Раквереської міської ради від 28 лютого 2018 року про залишення кінофестивалю без підтримки. Суд пояснив, що «рішення міської ради Раквере на той час не дало жодного обґрунтування, чому рада надала MTÜ Sevenbow нижчі субсидії порівняно з тим, що вимагалося та передбачено рішенням комітету культури. Суд додав, що оскільки Раквереська міська рада в адміністративному чи судовому розгляді не надала належних правових підстав, які б дозволили їй відхилитися від рішення, підготовленого Комітетом з питань культури, заяву організаторів фестивалю на підтримку слід було задовольнити повністю. Крім того, суд пояснив, що «Ракверська міська рада, користуючись винятковою компетенцією, ухвалила рішення про встановлення порядку, який передбачає важливу роль комітету ради з питань культури в розгляді заявок на підтримку культурних заходів та проектів. Тому рада не має права самовільно відступати від рішення, поданого комітетом культури. Суд нагадав, що Адміністративна палата Рійгікогу наголосила, що «демократично обраний представницький орган не може приймати рішення свавільно та неупереджено, але вибір має ґрунтуватися на раціональних аргументах». Місто Раквере не оскаржило це рішення, і воно набуло законної сили 2 липня 2019 року.

### 2019 рік
Восени 2018 року MTÜ SevenBow подав проектну заявку на підтримку культурних заходів Раквере. Комітет з культури Ради Раквере оцінив проекти, і Festheart отримав підтримку від комітету для фінансування. Проте міськрада Раквере у своєму рішенні відступила від рішення комітету з питань культури та зменшила підтримку ЛГБТ+ кінофестивалю з 1500 євро до 300 євро. Естонський центр з прав людини та MTÜ SevenBow звернулися до суду міської ради Раквере. 
14 червня 2019 року Тартуський адміністративний суд ухвалив рішення про скасування рішення Раквереської міської ради про повне відхилення проектної заявки на підтримку кінофестивалю та зобов’язав Раквереську міську раду ухвалити нове рішення про надання НУО додаткової підтримки у розмірі 1200 євро для організація кінофестивалю 2019 року. Місто Раквере не оскаржило це рішення, і воно набуло законної сили 16 липня 2019 року 
За словами Кейо Соомельта, головного організатора Festheart, суд підтвердив, що «рада має діяти відповідно до закону, а не з упередженнями та емоціями». За його словами, рішення дає надію, що «подолання популістських меншин не стане нормою і йому можна успішно протидіяти». За словами Келлі Гросстал, керівника сфери стратегічних дій Естонського центру з прав людини, рішення було схоже на рішення суду щодо фінансування кінофестивалю 2018 року. Повторно наголошувалося, що «рада не має права самовільно відступати від оцінок комітету культури, якщо така процедура існує в місті».